# Alina Michalitsch
Alina Michalitsch (* 22. Jänner 2000) ist eine österreichische Tennisspielerin.

## Karriere
Michalitsch spielt vor allem auf der ITF Juniors World Tennis Tour und der ITF Women’s World Tennis Tour, wo sie aber bislang noch keinen Titel erreichen konnte.
In der österreichischen Liga tritt sie seit 2016 für den UTC BH Wr. Neustadt in der 1. Bundesliga an.

## Weltranglistenpositionen am Saisonende
| Jahr   | 2022 | 2023 |
| ------ | ---- | ---- |
| Einzel | 1196 | 1203 |
| Doppel | 1425 | 1470 |